# Almalik
Almalik era un'antica città situata in Asia centrale, lungo il fiume Ili nel bacino della Zungaria, in quella che oggi è nota come contea di Huocheng. Almalik è oggi solo una piccola città sita poco più a ovest di Yining, nella regione autonoma cinese dello Xinjiang. Almalik era in origine una delle città qarluq dei Göktürk.
Nelle fonti europee medievali la città è nota con il nome di Armalec.

## Storia
Almalik fu citata la prima volta dagli storici persiani e dai viaggiatori cinesi (come Qiu Chuji) nel XIII e XV secolo.
Un racconto di uno storico persiano afferma che nel 1211 il principe Ozar di Almalik riconobbe la supremazia di Gengis Khan. Il re fu in seguito ucciso dai gurkhan dei Kara Khitay. Gengis Khan ordinò al figlio del re, Siknak Tekin, di prenderne il posto come re di Almalik, e gli concesse l'unica figlia del suo primogenito Djuci in matrimonio. Nel 1219, quando Gengis Khan condusse la sua campagna in Persia, Siknak Tekin lo seguì.
Nel XIV secolo, nel periodo conosciuto con il nome di pax mongolica, la chiesa latina eresse una diocesi cattolica, di cui sono noti i nomi di due vescovi, entrambi Francescani, Carlino de Grassi († 1328) e Riccardo di Burgundia († 1342).

## Geografia
Secondo le note di viaggio del capo consigliere di Gengis Khan, Yelü Chucai, la città di Almalik si trovava tra Tien Shan ed il fiume Ili. I dintorni della città di Almalik erano ricchi di piante di mele. I popoli locali le chiamavano mele "almalik", dando così il nome alla città.
L'antica città di Almalik non va confusa con l'odierna Olmaliq, una nuova città fondata nel 1951 tra i monti Qurama ed il fiume Ohangaron.